# Nadi asz-Szarika
Nadi asz-Szarika (arab. ‏نادي الشارقة‎) lub Szardża FC (arab. ‏الشارقة‎), właśc. Nadi asz-Szarika ar-Rijadi as-Sakafi (arab. ‏نادي الشارقة الرياضي الثقافي‎) – emiracki klub piłkarski, grający obecnie w UAE Arabian Gulf League, mający siedzibę w mieście Szardża.

## Historia
Klub został założony w 1966 roku jako Nadi al-Uruba, a w 1978 otrzymał swoją obecną nazwę. Pierwszy sukces osiągnął w 1974 roku, gdy został pierwszym w historii mistrzem Zjednoczonych Emiratów Arabskich. Z kolei w 1979 roku pierwszy raz wygrał finał Pucharu Emira. W 1990 roku 9 zawodników Nadi asz-Szarika zostało powołanych do 22-osobowej kadry Zjednoczonych Emiratów Arabskich na Mistrzostwa Świata we Włoszech. Nadi asz-Szarika jest rekordzistą pod względem zdobytych pucharów krajowych – zdobył je ośmiokrotnie.

## Sukcesy
- Mistrzostwo Zjednoczonych Emiratów Arabskich (6 razy):1974, 1987, 1989, 1994, 1996, 2019
- Puchar Emira (8 razy):1979, 1980, 1982, 1983, 1990, 1995, 1998, 2003
- Superpuchar Zjednoczonych Emiratów Arabskich (1 raz):1995

## Zagraniczni reprezentanci kraju grający w klubie
- Mustafa Karim
- Qusay Munir
- Razzaq Farhan
- Rasoul Chatibi
- Dżawad Nekunam
- Masud Szodża’i
- Dries Boussatta
- Zakaria Aboub
- Otmane El Assas
- Adrian Mierzejewski
- Phillip Omondi

## Skład w sezonie 2022/2023
| Nr | Poz. | Piłkarz                 |
| -- | ---- | ----------------------- |
| 2  | OB   | Gustavo                 |
| 3  | OB   | Alhusain Saleh          |
| 4  | OB   | Shahin Abdulrahman      |
| 6  | OB   | Shahin Abdulrahman      |
| 7  | PO   | Caio Lucas              |
| 8  | PO   | Mohammad Abdulbasit     |
| 9  | NA   | Paco Alcácer            |
| 10 | PO   | Miralem Pjanić          |
| 11 | NA   | Saif Rashid             |
| 12 | BR   | Humood Mohammad Mubarak |
| 13 | OB   | Saleem Sultan           |
| 14 | NA   | Khalid Bawazir          |
| 15 | OB   | Abdelaziz Salim Ali     |
| 16 | NA   | Caio Rosa               |
| 17 | OB   | Ali Aldhanhani          |
| 18 | OB   | Abdulla Ghanim Juma     |
| 19 | OB   | Khaled Ebraheim         |
| 22 | OB   | Marcus Meloni           |
| 23 | NA   | Salem Saleh             |

| Nr | Poz. | Piłkarz                 |
| -- | ---- | ----------------------- |
| 24 | PO   | Majid Rashid            |
| 26 | BR   | Mohamed Bin Habib       |
| 27 | PO   | Luan Pereira            |
| 28 | NA   | Ben Malango             |
| 30 | NA   | Ousmane Camara          |
| 32 | PO   | Abdallah Al-Hamadi      |
| 33 | OB   | Hamad Fahadi            |
| 40 | BR   | Adel Al-Hosani          |
| 49 | BR   | Mayed Muhsin            |
| 78 | PO   | Khaleil Khameis Salem   |
| 79 | PO   | Abdelrahman Juma Rabeeh |
| 88 | PO   | Ahmed Surour            |
| 92 | NA   | Abdelrahman Murad       |
| 99 | NA   | Philippe                |
|    | PO   | M. Hassan               |
|    | NA   | Y. Saeed                |
|    | PO   | R. Yaslam               |
|    | PO   | S. Al Kaabi             |
|    | NA   | A. Al-Hammadi           |